# Seongnan byeonhosa
Seongnan byeonhosa (성난 변호사?), noto anche con il titolo internazionale The Advocate: A Missing Body, è un film sudcoreano del 2015.

## Trama
L'avvocato Byeon Ho-sun è molto noto nel suo campo, dato l'altissima percentuale di vittorie nei vari procedimenti, e Moon Ji-hoon – facoltoso dirigente di un'azienda farmaceutica – si affida a lui per far prosciogliere dall'accusa di omicidio Jeong-hwan, il suo autista. Secondo gli inquirenti, quest'ultimo avrebbe infatti ucciso una studentessa, ma malgrado alcune prove abbastanza rilevanti il corpo non è stato ancora ritrovato: nel corso delle indagini, alle quali si aggiunge anche la tenace procuratrice Sun-min, la verità si mostra più complessa del previsto.

## Distribuzione
La pellicola ha goduto di una distribuzione a livello nazionale a cura della CJ Entertainment, a partire dall'8 ottobre 2015.